# Ca la Carme del Bep
Ca la Carme del Bep és una casa d'Albatàrrec (Segrià) inclosa a l'Inventari del Patrimoni Arquitectònic de Catalunya.

## Descripció
Edifici en cantonera de planta baixa, pis i golfes i construïda en tàpia. A la planta baixa hi havia dues grans obertures rectangulars a les dues façanes però una d'elles està tapiada. A la primera planta hi ha grans portes rectangulars que donen a un petit balcó; hi ha tres en una façana i una a l'altre. La separació del primer pis a les golfes està marcada per una cornisa decorada amb petites mènsules que aguanten el ràfec superior d'aquesta. A les golfes, on hi ha un canvi en el parament, s'obre una galeria d'arcs rebaixats amb una balustrada.